# August Falise

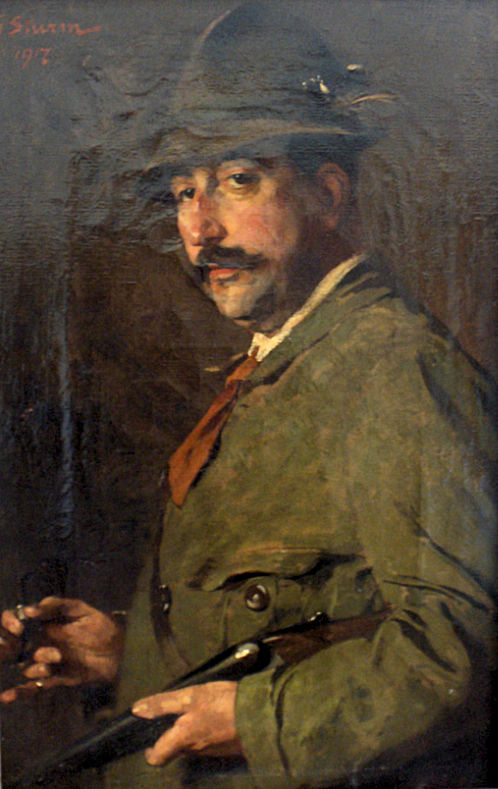
August Falise in jagerstenue; schilderij van Georg Sturm, 1917

Augustinus Franciscus Henri Falise (Wageningen, 26 januari 1875 – aldaar, 7 januari 1936) was een Nederlands beeldhouwer en medailleur.

## Biografie
Zijn grootvader Dieudonné was afkomstig uit het toenmalige Ans-et-Glain bij het Belgische Luik. Deze trouwde in Wageningen op 28 juli 1827 met Hendrika van Tarthorst. Uit dit huwelijk werd Johannes Franciscus, de vader van August, geboren. Deze was stukadoor en terracottafabrikant. Zijn echtgenote, Aleida Schmidt (de moeder van August), was van Duitse afkomst (Isselburg-Pruisen). Hij had een zuster, Henriëtte Falise, die schilderes werd.
Falise volgde onderwijs in medailleerkunst, beeldhouwen, handtekenen en boetseren, vanaf 1891 aan de Amsterdamse Rijksschool voor Kunstnijverheid. Hij leerde bronsgieten in Keulen en Luik. Hij volgde vervolgens de kleine (1900-1901) en grote beeldhouwklas (1901-1902) aan de Rijksakademie van beeldende kunsten. Hij was een leerling van August Allebé, C.L. Dake, Bart van Hove en Ludwig Jünger. Hij was vervolgens tot 1904 artistiek leider bij N.V. Terracotta- en Aardewerkfabriek Haga in Den Haag en daarna ontwerper voor Plateelbakkerij Haga in Purmerend. 
Als zelfstandig kunstenaar legde Falise zich aanvankelijk toe op het maken van medailles en penningen, en sculpturen van klein formaat. Het debuut-beeldje 'De Jonge Slaaf' (1901) is in Nijmegen te zien in het Museum Het Valkhof (keramiek-kelder). Zijn vroege werk ademt de sfeer van het Hollands impressionisme. Later vervaardigde hij monumenten en standbeelden in opdracht. Vanaf 1920 ontwierp hij op verzoek van de Rooms-Katholieke Kerk ook Heilig Hartbeelden. De theoloog pater Titus Brandsma, met wie Falise bevriend was, zorgde voor meerdere opdrachten. Bekende standbeelden van Falise zijn Jheronimus Bosch in Den Bosch, Thomas van Aquino in Nijmegen, Schaepman in Tubbergen, Pierre Cuypers in Roermond en De Zaaier in Wageningen.
Falise werd in 1915 leraar handtekenen en boetseren aan een middelbare school in Nijmegen en later aan de Koninklijke School voor Nuttige en Beeldende Kunsten in 's-Hertogenbosch. Tot zijn leerlingen behoorden Jan Bander, Toon Carpay, Theo van Delft, Charles Grips, Jos ten Horn, Gerard Hurkmans, Lou Manche, Harmen Meurs, Theo van der Nahmer, Jan van den Thillart en Toon van de Wiel. In 1912 nam Falise zijn intrek in zijn huis Antonia aan het Delpad in Wageningen, in 1941 gedeeltelijk hernoemd naar August Faliseweg. Hij was gehuwd met Antoinette Hof. Het huwelijk bleef kinderloos.
Falise ontving diverse binnen- en buitenlandse onderscheidingen. Hem werden toegekend de pauselijke onderscheidingen Pro Ecclesia et Pontifice (1906) en commandeur in de Orde van Sint-Gregorius de Grote (1934). Hij werd benoemd tot ridder in de Orde van Oranje-Nassau (1927), officier de l'Instruction Publique (1931), ridder in de Belgische Kroonorde (1934) en tot ridder in de Legion d'honneur (1935) van Frankrijk. In 1930 ontving hij de eerste Jeroen Boschpenning, de culturele prijs van Den Bosch.

### Na zijn dood
In mei 1937 zorgde een commissie onder leiding van de burgemeester van Den Bosch Frans Johan van Lanschot voor de plaatsing van een gedenkteken op het graf van Falise. In 1990 ontstond beroering toen Falises grafsteen na een ruiming op de Algemene Begraafplaats van Wageningen zou worden vermalen. De roodgranieten steen was een geschenk van Falise-fans. De ruiming van het graf kon worden voorkomen.
In het Museum De Casteelse Poort in Wageningen vond van 18 juni 2010 tot 20 februari 2011 een expositie plaats over het leven en werk van August Falise. Deze vernieuwde de aandacht voor de veelzijdige Wageningse beeldhouwer.
In 2014 werden bij twee herdenkingen replica's van Falises werk onthuld: op 28 juni 2014, Veteranendag, onthulden de voorzitter van de Eerste Kamer, Ankie Broekers-Knol, en de voorzitter van de vaste commissie voor Buitenlandse Zaken van de Tweede Kamer, Angelien Eijsink, in de corridor die de gebouwen van de Eerste Kamer en Tweede Kamer der Staten-Generaal op het Binnenhof (Den Haag) verbindt, een borstbeeld van luitenant-kolonel Lodewijk Thomson, de eerste Nederlandse militair die - in 1914 - tijdens een door Nederland uitgevoerde vredesmissie is gesneuveld. Het is een replica van het beeld dat Falise in 1918 vervaardigde. Op 4 augustus 2014 onthulde Gerard van der Thiel, commandant Korps Nationale Reserve van de Koninklijke Landmacht, ter gelegenheid van het 100-jarig bestaan van het korps en als eerbetoon aan de gesneuvelden van de Vrijwillige Landstorm bij aanvang van de Tweede Wereldoorlog op de Grebbeberg bij Rhenen het monument 'Als 't moet'. Het monument is een replica van een in 1923 door August Falise gemaakt beeld. Het originele beeld ging verloren in 1945 tijdens het geallieerde bombardement op het Bezuidenhout in Den Haag.
Ter gelegenheid van zijn 150e geboortedag wijdt het Museum De Casteelse Poort van mei tot oktober 2025 een Hommage Tentoonstelling aan de beeldhouwer August Falise. Daarin wordt aandacht besteed aan de variëteit van zijn kleiner beeldhouwwerk en medailleerkunst, maar ook aan de technische kanten van de bouw van zijn gigantische standbeelden.

## Werken
Beeldhouwwerken
- 1904 - Portretplaquette van Gustaaf Adolf Heinze, op monument Heinze in Muiderberg van Leen van Tetterode. Het portret werd gebruikt voor de Heinze-medaille van het Koninklijk Nederlands Zangerverbond.
- 1907 - Borstbeeld van Herman Snellen
- 1910 - Borstbeeld van Johann Georg Mezger, 't Groentje, Domburg, onthuld 29 september 1910
- 1911 - Borstbeeld van Johan van Oldenbarnevelt, Stationsplein, Amersfoort, in 1933 verplaatst naar de tuin van het Stedelijk Gymnasium Johan van Oldenbarnevelt
- 1911 - Monument Jan Fontein Tuinhout St. Gertrudiskerk Workum
- 1911 - Borstbeeld van Clément van Maasdijk, Schaarsbergen
- 1911 - Portretplaquette en profil van koningin Emma van Waldeck-Pyrmont, Oranje Nassau's Oord, Wageningen (Nederland)
- 1912 - Borstbeeld van A.L.G. Bosboom Toussaint, Kennemerstraatweg/Wilhelminalaan, Alkmaar, onthuld 16 september 1912
- 1918 - Borstbeeld van schilder Georg Sturm, Cuypershuis Roermond
- 1919 - Overste Lodewijk Thomson, Hereweg, Groningen; replica sinds 2003 Strandpromenade Durrës, Albanië; tweede replica    onthuld 28 juni 2014 in het gebouw van de Eerste Kamer aan het Binnenhof te Den Haag
- 1921 - Heilig Hartbeeld (Venlo), Keulsepoort
- 1921 - Heilig Hartbeeld (Weert), Emmasingel
- 1921 - ontwerp vrouwenfiguren voor het Monument voor Arthur van Voorst tot Voorst, 's-Hertogenbosch.[3]
- 1922 - Heilig Hartbeeld (Oss)
- 1923 - Heilig Hartbeeld (Sappemeer)
- 1923 - Monument Vrijwillige Landstorm 'Als 't moet', Bezuidenhout, Den Haag; verloren gegaan bij bombardement 1945; replica onthuld 4 augustus 2014 op de Grebbeberg, Rhenen
- 1924 - Borstbeeld van prof. dr. J. Ritzema Bos, brons, Arboretum De Dreijen, Wageningen; in 2015 gedraaid en 30 m verplaatst
- 1924 - Heilig Hartbeeld (Veghel)
- 1925 - Heilig Hartbeeld (Beek, Beek en Donk, Noord-Brabant)
- 1925 - Heilig Hartbeeld (Reuver)
- 1925 - Mijndert van der Thijnen, Van Heutszpark/Burgemeester Van der Lelysingel, Coevorden, eerste steen gelegd 6 juni 1924 door koningin Wilhelmina; onthuld 2 september 1925
- 1926 - Heilig Hartbeeld (Dreumel)
- 1926 - Heilig Hartbeeld (Ginneken)
- 1926 - Thomas van Aquino, Comeniuslaan (bij aula Radboud Universiteit); 1946: Wilhelminasingel, Nijmegen, onthuld 1 juni 1926
- 1926 - Standbeeld van De Zaaier, Muschelkalk, Wageningen, oorspronkelijk Herenstraat (Bassecour), onthuld 14 september 1926; verplaatst in 1990 naar de Costerweg en in 2012 naar de Droevendaalsesteeg
- 1927 - Standbeeld van dr. Schaepman, Almeloseweg, Tubbergen, onthuld 11 augustus 1927
- 1927 - Borstbeeld van mr. Wiardus Willem van Haersma Buma, Emmen, onthuld 5 oktober 1927
- 1927 - Borstbeeld van aartsbisschop Joannes Zwijsen, Kerkdriel, onthuld 16 oktober 1927.[4]
- 1927 - Heilig Hartbeeld (Oosterbeek)
- 1927 - Plaquette Frans Johan van Lanschot in de Brabanthal in Den Bosch, onthuld in 1930[5]
- 1928 - Borstbeeld van Willem Emmens, tegenover Hoofdstraat 29, Zeijen, onthuld mei 1929 te Emmen.
- 1929 - Jan Morks, Molenwater, Middelburg, onthuld 20 augustus 1929
- 1930 - Standbeeld van P.J.H. Cuypers bij de Munsterkerk, Roermond, onthuld 10 juni 1930
- 1930 - Standbeeld Jeroen Bosch, Markt, 's-Hertogenbosch, onthulling 17 juni 1930
- 1930 - Plaquette van J.H. Slothouwer, directeur van de Rijks Hoogere Burgerschool, HBS-gebouw, Tiel, onthuld 18 juli 1930
- 1930 - Heilig Hartbeeld (Huissen), onthuld 23 november 1930
- 1931 - Franciscus Verburch, grondlegger van de Westlandse druiventeelt, onthuld 1 juni 1931 te Poeldijk door minister Charles Ruijs de Beerenbrouck)
- 1931 - Twee gevelbeelden voor V&D, Schapenmarkt, 's Hertogenbosch
- 1933 - Borstbeeld van Jo van Heutsz, Coevorden, onthuld 8 juli 1933 door Prins Hendrik
- 1934 - Dr. Alfons Ariëns, Ariënsplein, Enschede, onthuld 16 juni 1934
- 1934 - Standbeeld Kardinaal van Rossum, Kardinaal van Rossumplein, 's-Hertogenbosch, onthuld 24 juni 1934
- 1935 - Standbeeld van koningin Emma van Waldeck-Pyrmont, inzending (tweede prijs) voor de landelijke ontwerpwedstrijd voor een 'Gedenkteeken voor wijlen H.M. de Koningin-Moeder'
- 1936 - Borstbeeld van schilder Piet Slager jr., docent aan de Koninklijke School voor Nuttige en Beeldende Kunsten in 's-Hertogenbosch

Penningen en medailles
- Eere Medaille der Gemeente Arnhem
- Eere Medaille der Stad Amsterdam
- 1903 - Herdenkingspenning ter gelegenheid van 200 jaar Joh. Enschedé en Zonen, Haarlem
- 1909 - Penning ter gelegenheid van de geboorte van prinses Juliana, met de beeltenis van koningin Wilhelmina en prins Hendrik. Uitgevoerd door J.A.A. Gerritsen
- 1913 - Penning ter gelegenheid van het eeuwfeest van de Nederlandse onafhankelijkheid.
- 1914 - Prijspenning internationaal toneelconcours in Hoogezand, Rederijkerskamer Jan van Beers.
- Penning ter gelegenheid van het 20e eeuwfeest der Roomsch Katholieke Kerk, met beeltenis van paus Leo XIII

Boeken
- Leerboek der anatomie, beschrijving van het geraamte, de spieren en de proportie van het menschelijk lichaam, ten dienste van het middelbaar onderwijs, van kunstacademies en van hen die zich bekwamen voor de kunstnijverheidacten / door August Falise, beeldhouwer, met daarbij: anatomische atlas, inhoudende dertig bladen met afbeeldingen van het geraamte, de spieren en de proportie van het menschelijk lichaam, teekeningen van L. P. Cruyff, Arnhem, 1923, N.V. v.h. Kluppell & Ebeling.

## Fotogalerij

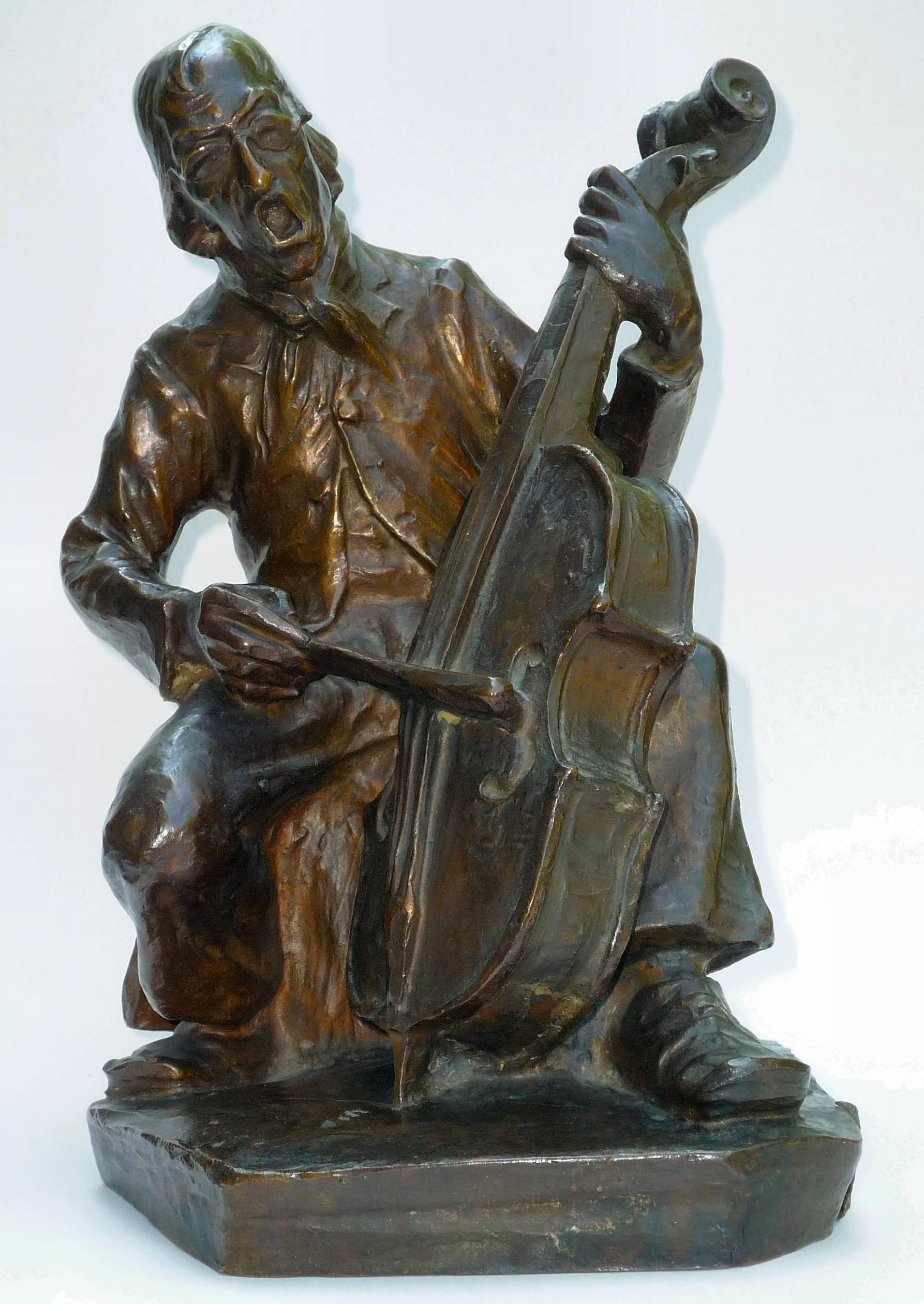
De cellist, brons, privébezit, 8 kg, 28 cm, (Fonderie Nationale des Bronzes)
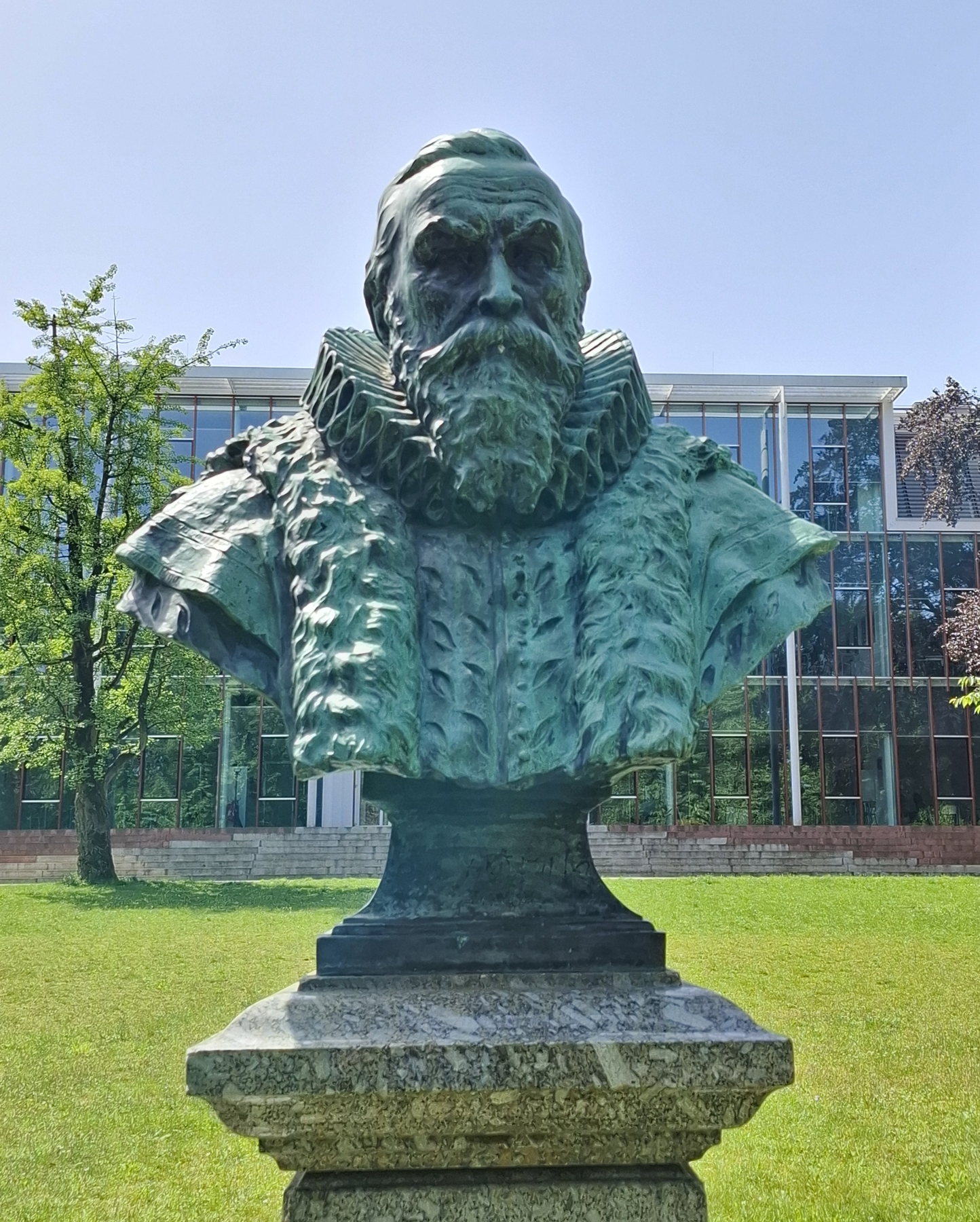
Johan van Oldenbarnevelt, Amersfoort, 1911
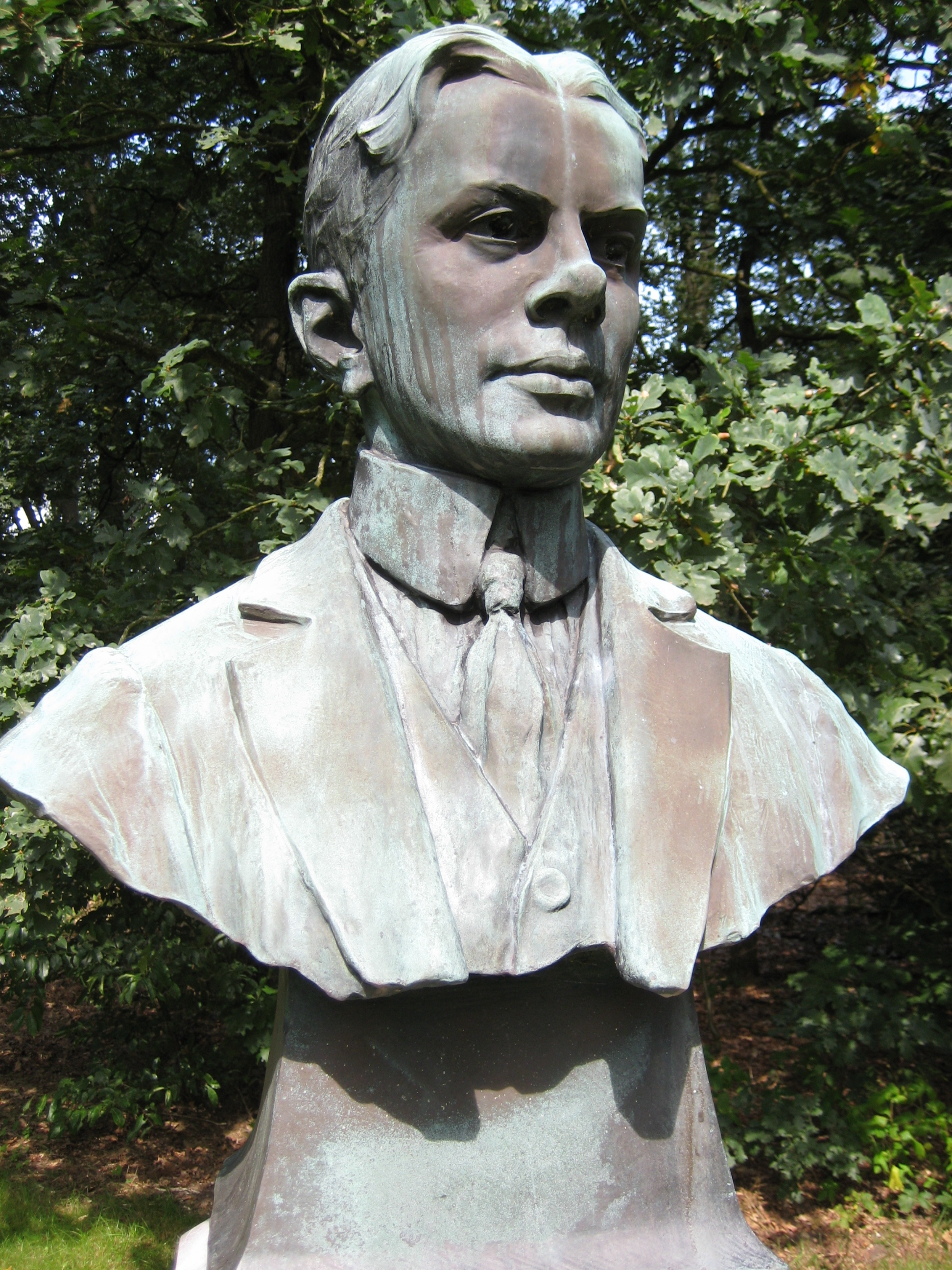
Clément van Maasdijk, Schaarsbergen, Arnhem, 1911
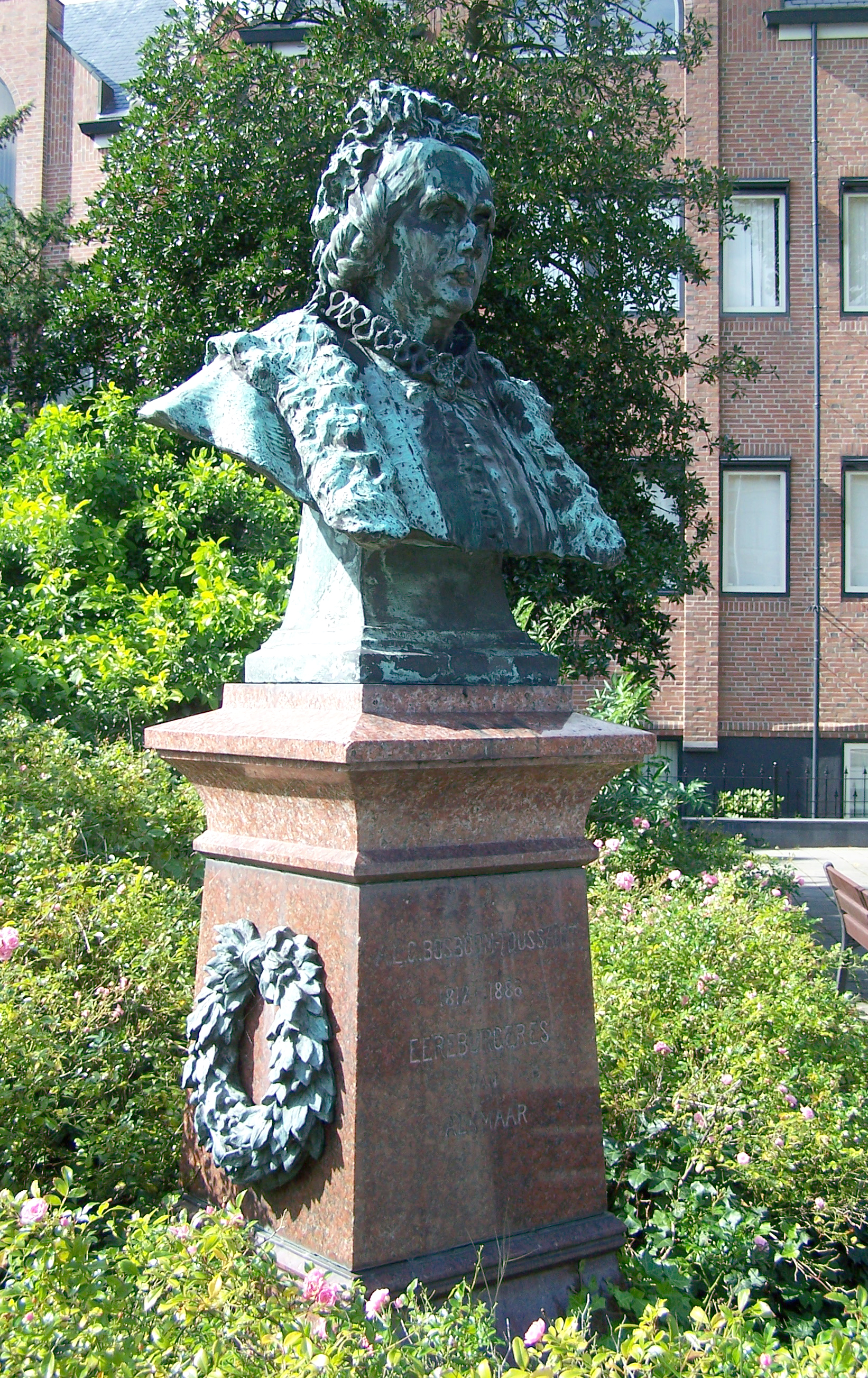
Bosboom-Toussaint, Alkmaar, 1912
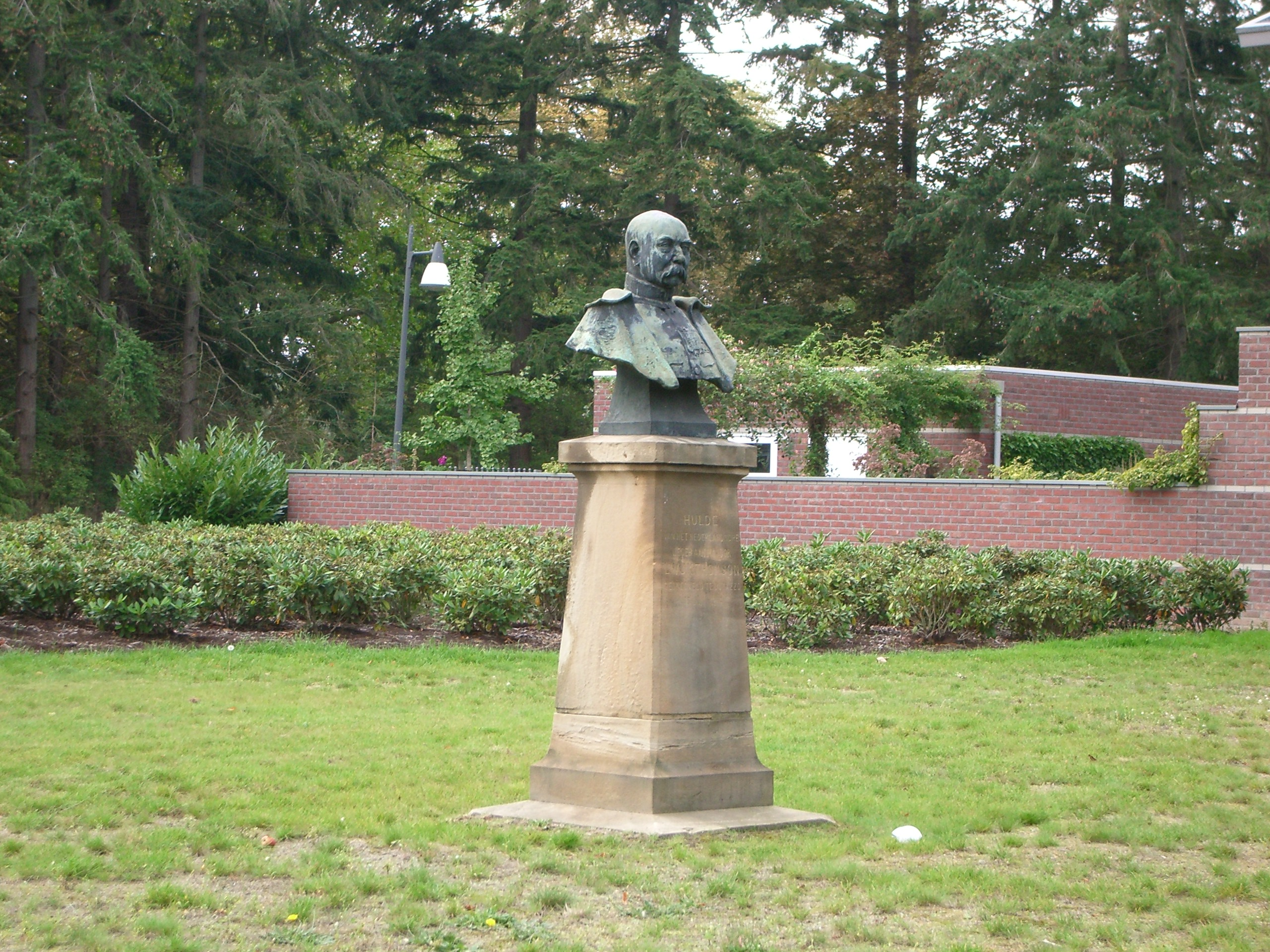
Lodewijk Thomson, Hereweg, Groningen, 1919
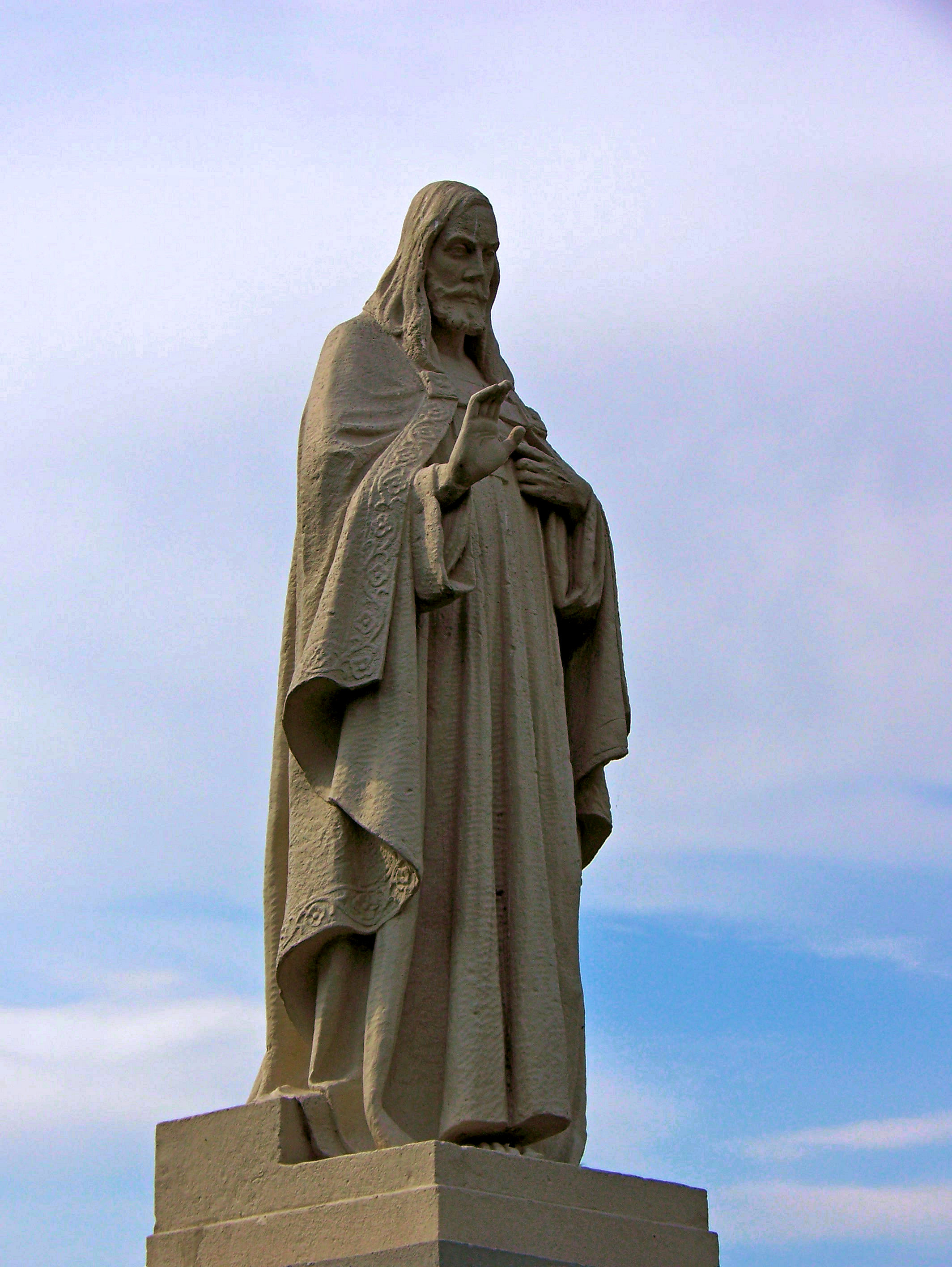
Heilig Hartbeeld, Sappemeer, 1923
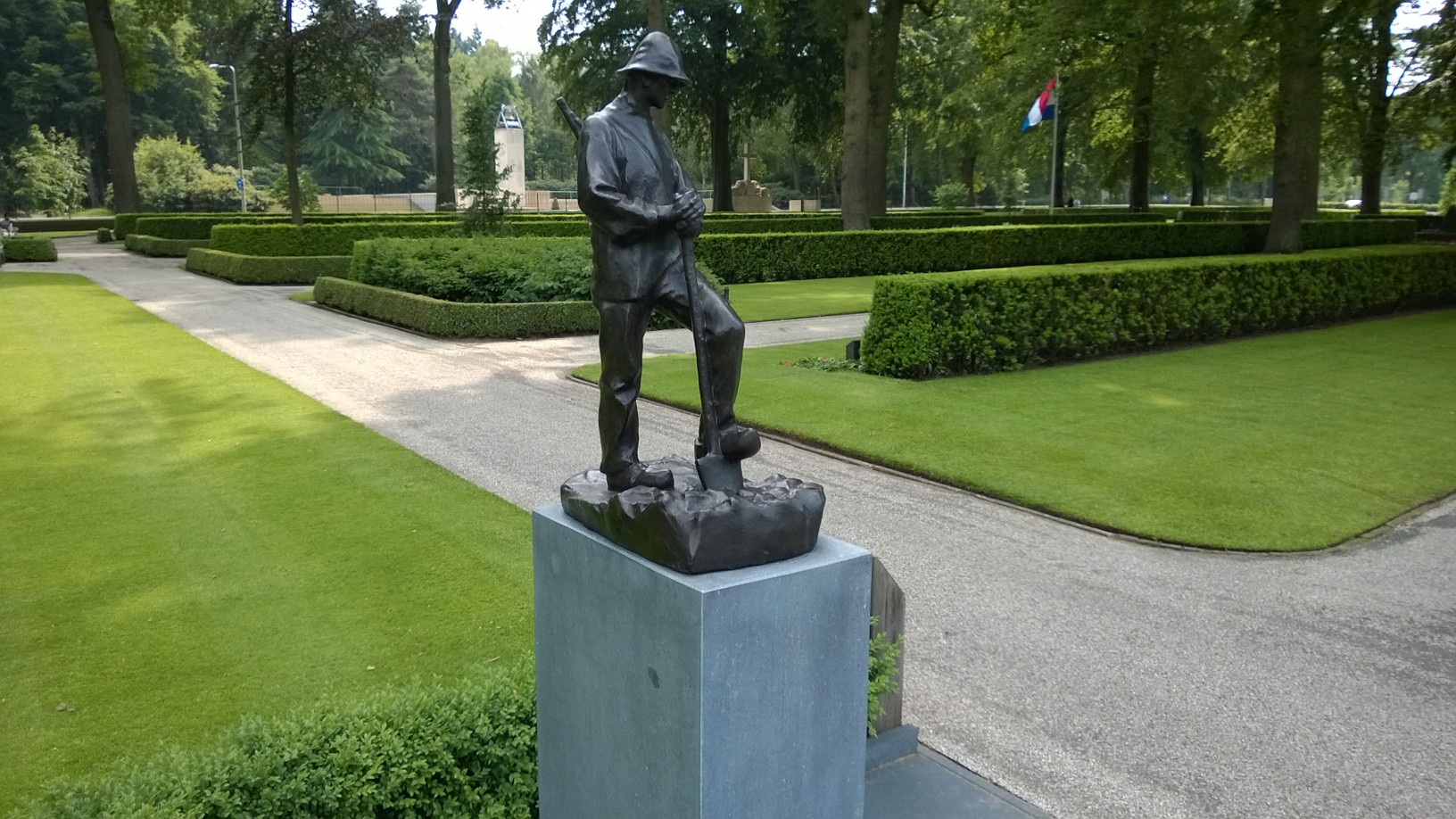
Monument Vrijwillige Landstorm, Rhenen; replica door Roel van der Burg van een in WOII verwoest beeld, 1923
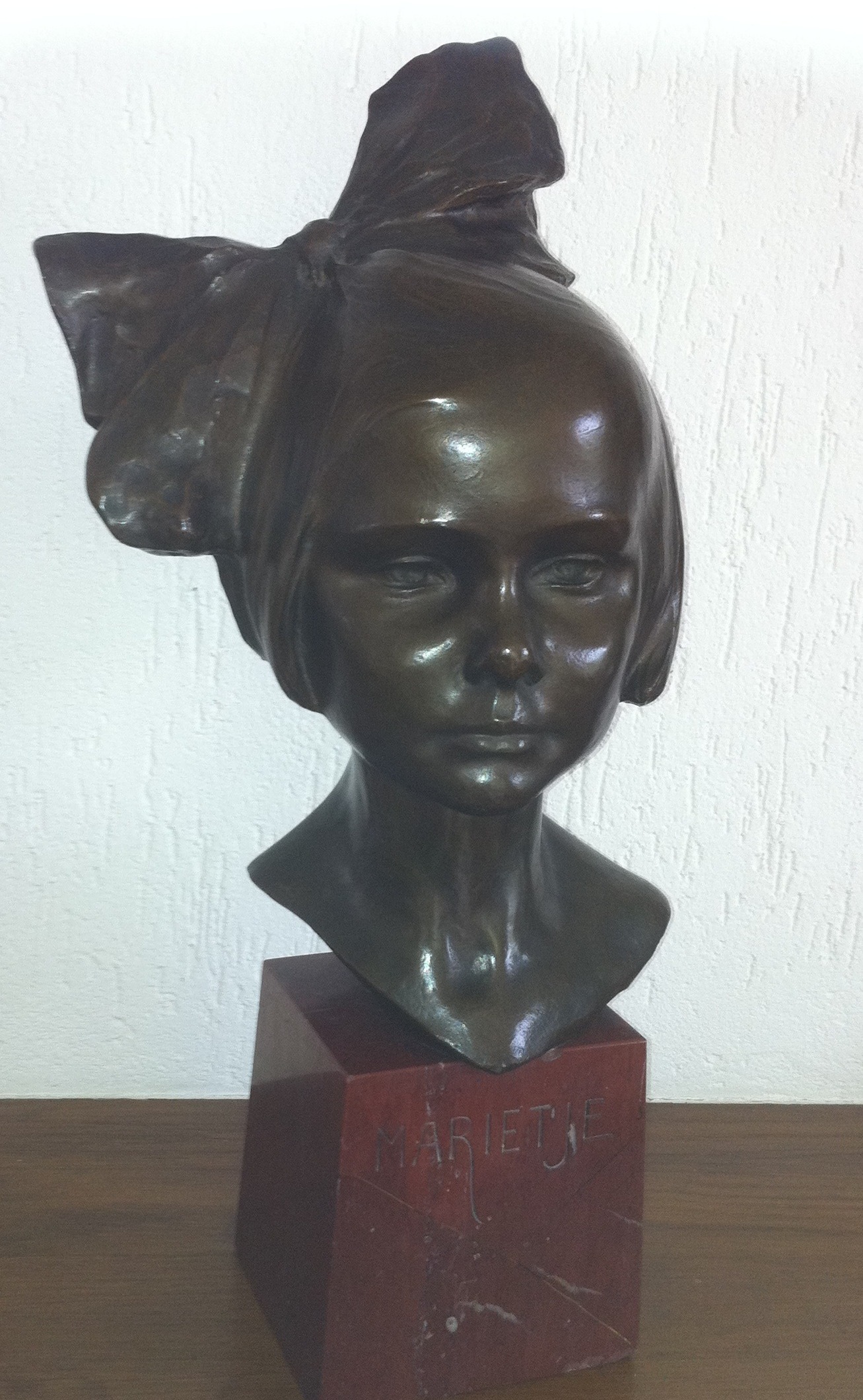
Marietje (Marietje van Galen 1909-1975), brons, privébezit, 1924
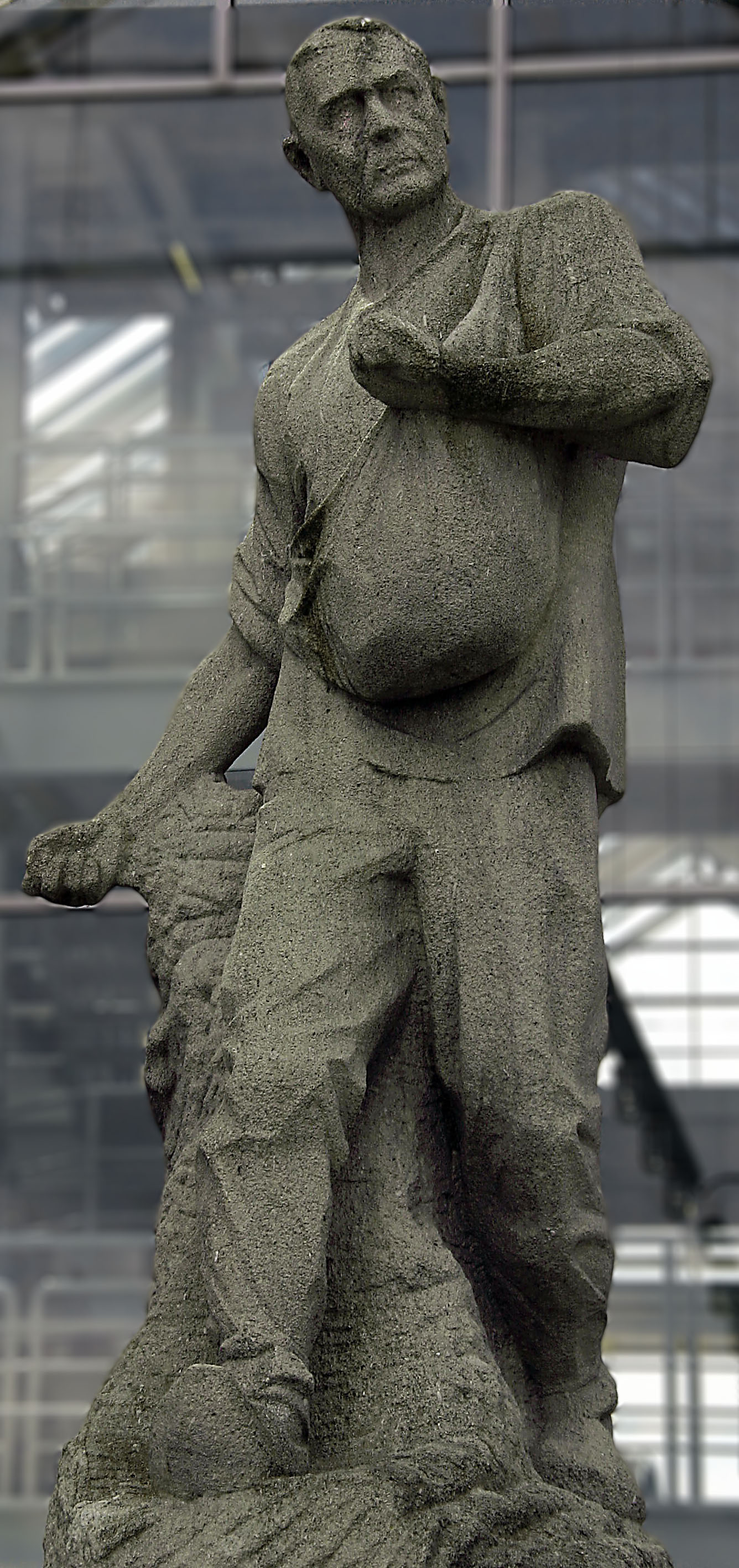
De Zaaier, Droevendaalsesteeg, Wageningen, 1926
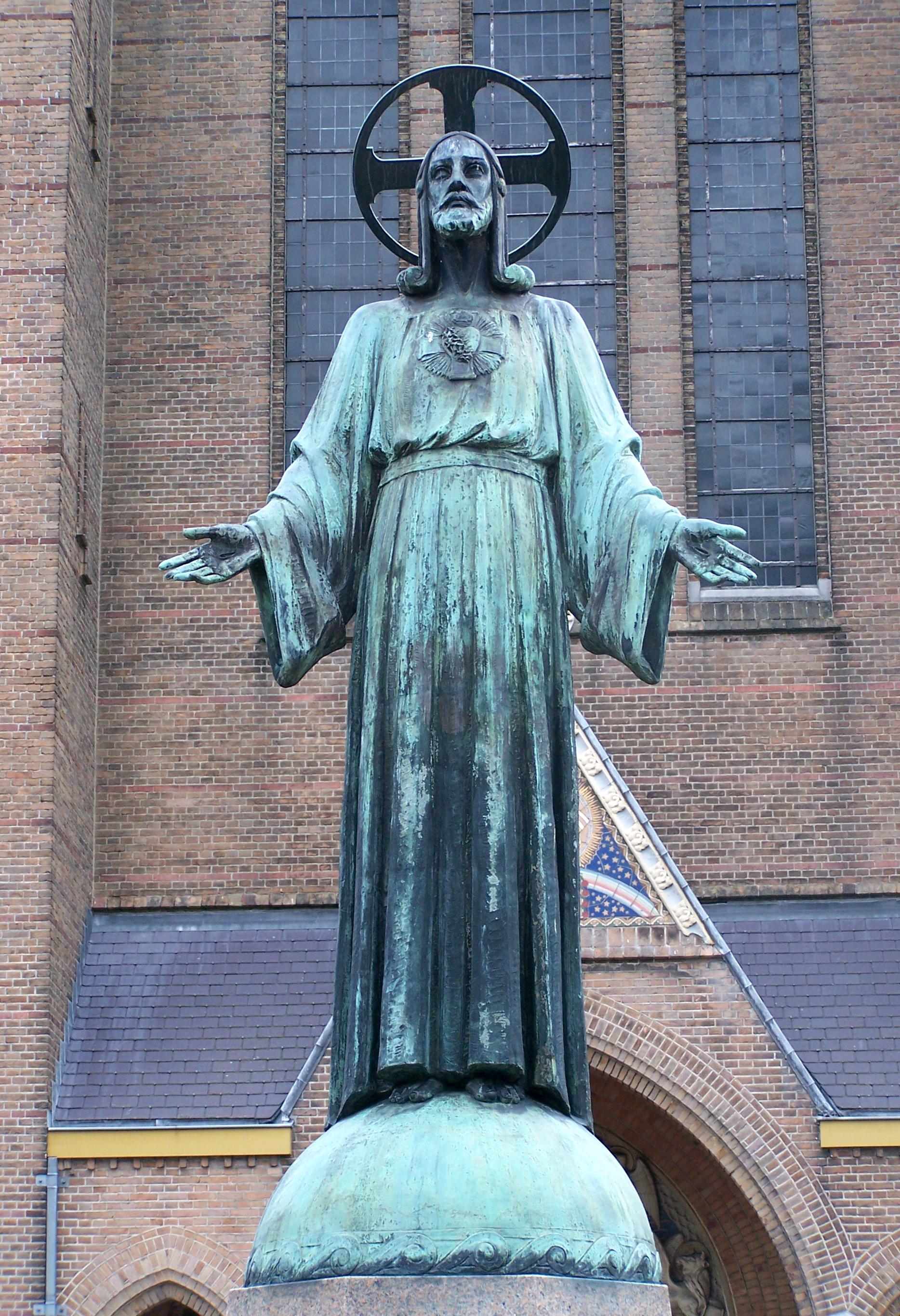
Heilig Hartbeeld, Ginneken, 1926
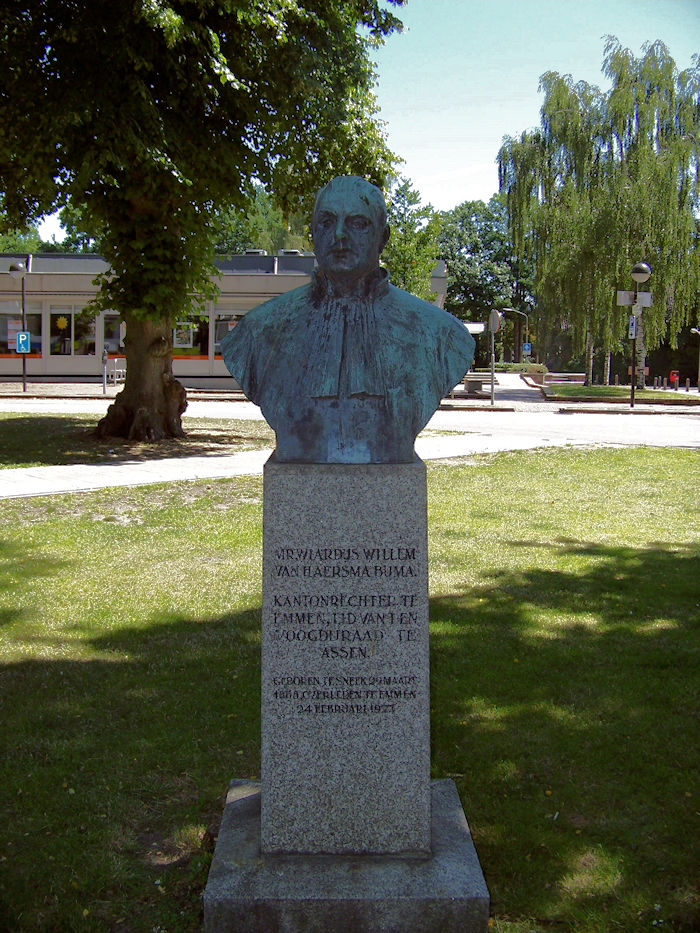
Wiardus Willem van Haersma Buma, Hoofdstraat, Emmen, 1927
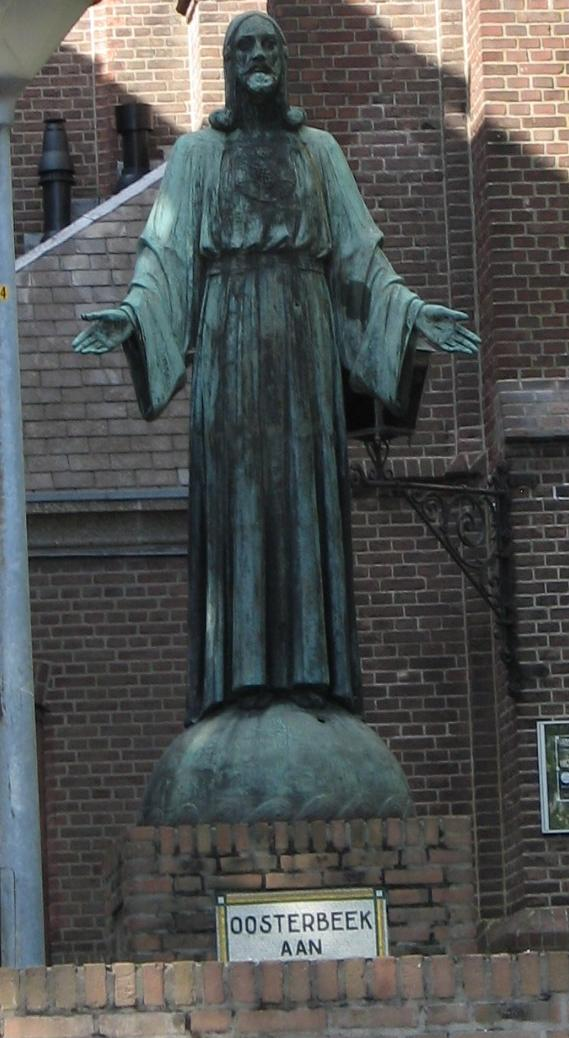
Heilig Hartbeeld, Oosterbeek, 1927
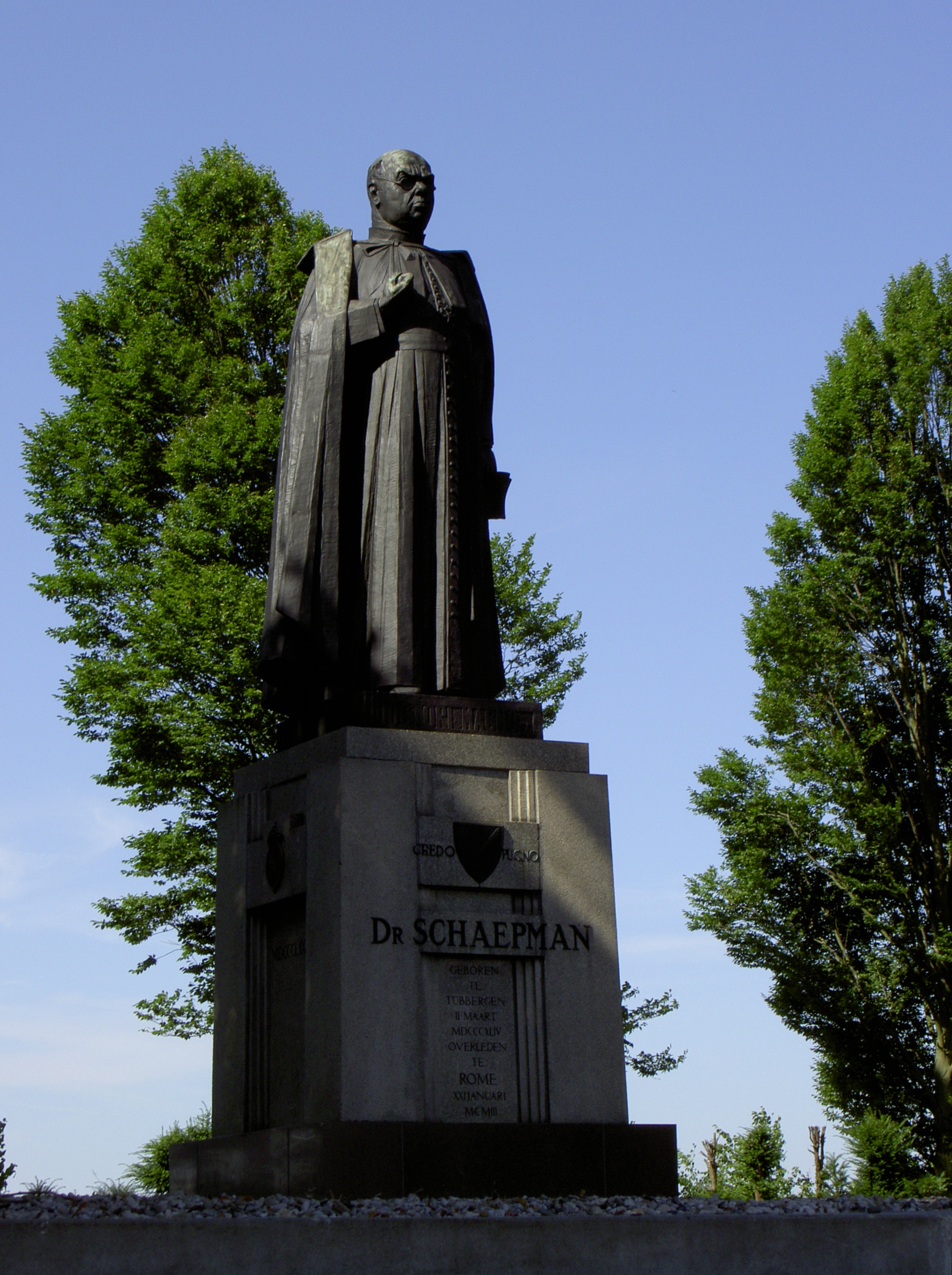
Standbeeld van dr. Schaepman, Tubbergen, 1927
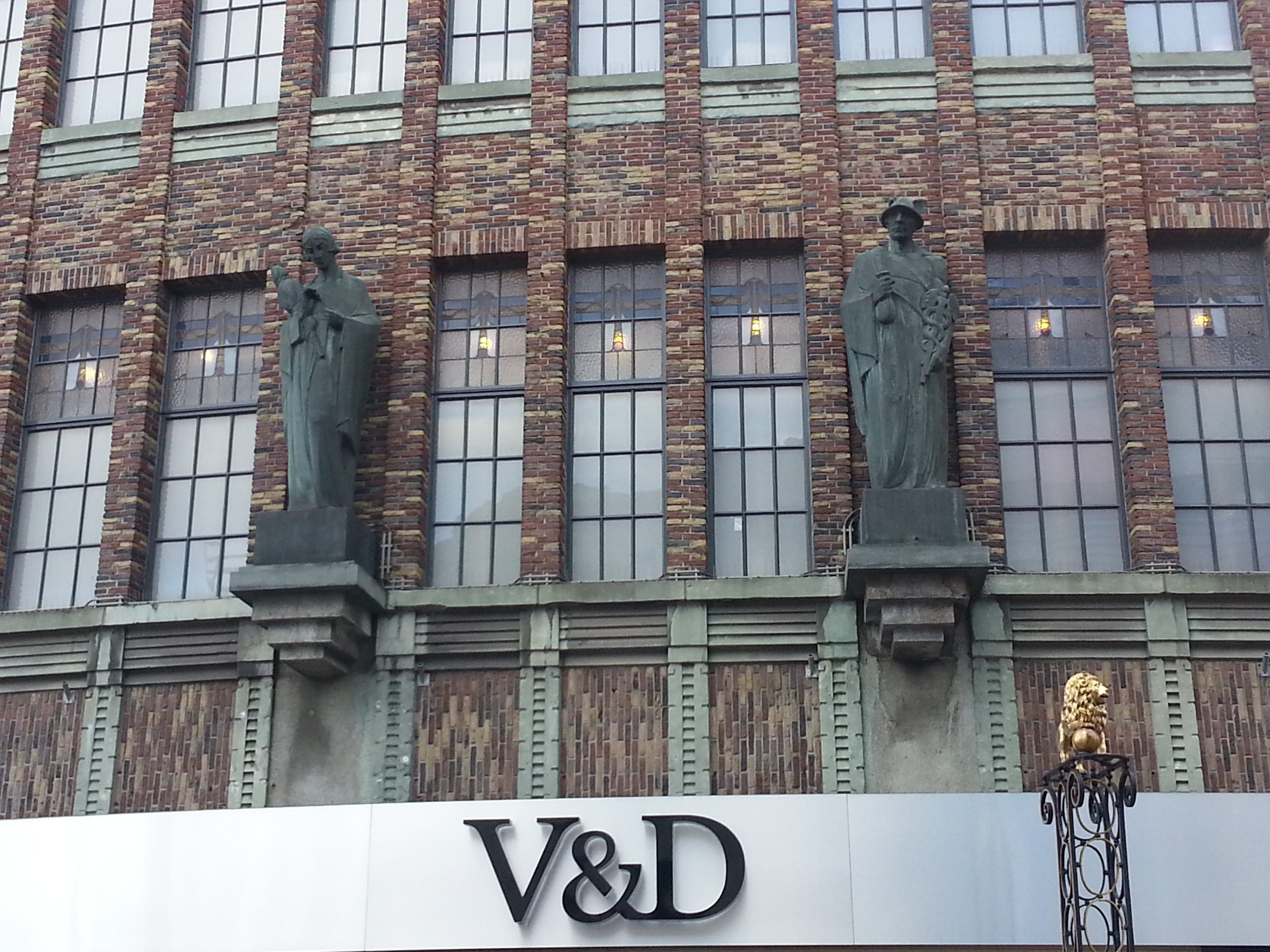
Twee gevelbeelden V&D, Schapenmarkt, 's-Hertogenbosch, 1931